# Penedono
Penedono – miejscowość w Portugalii, leżąca w dystrykcie Viseu, w regionie Północ w podregionie Douro. Miejscowość jest siedzibą gminy o tej samej nazwie.

## Demografia
| Liczba ludności gminy Penedono (1801–2011) | Liczba ludności gminy Penedono (1801–2011) | Liczba ludności gminy Penedono (1801–2011) | Liczba ludności gminy Penedono (1801–2011) | Liczba ludności gminy Penedono (1801–2011) | Liczba ludności gminy Penedono (1801–2011) | Liczba ludności gminy Penedono (1801–2011) | Liczba ludności gminy Penedono (1801–2011) | Liczba ludności gminy Penedono (1801–2011) | Liczba ludności gminy Penedono (1801–2011) |
| ------------------------------------------ | ------------------------------------------ | ------------------------------------------ | ------------------------------------------ | ------------------------------------------ | ------------------------------------------ | ------------------------------------------ | ------------------------------------------ | ------------------------------------------ | ------------------------------------------ |
| 1801                                       | 1849                                       | 1900                                       | 1930                                       | 1960                                       | 1981                                       | 1991                                       | 2001                                       | 2004                                       | 2011                                       |
| 3 672                                      | 5 226                                      | 6 876                                      | 6 050                                      | 6 792                                      | 4 189                                      | 3 731                                      | 3 445                                      | 3 378                                      | 2 952                                      |

## Sołectwa
Sołectwa gminy Penedono (ludność wg stanu na 2011 r.)
- Antas – 184 osoby
- Beselga – 321 osób
- Castainço – 161 osób
- Granja – 148 osób
- Ourozinho – 136 osób
- Penedono – 1007 osób
- Penela da Beira – 353 osoby
- Póvoa de Penela – 325 osób
- Souto – 317 osób